# Perdita luteola
Perdita luteola là một loài Hymenoptera trong họ Andrenidae. Loài này được Cockerell mô tả khoa học năm 1894.

## Hình ảnh

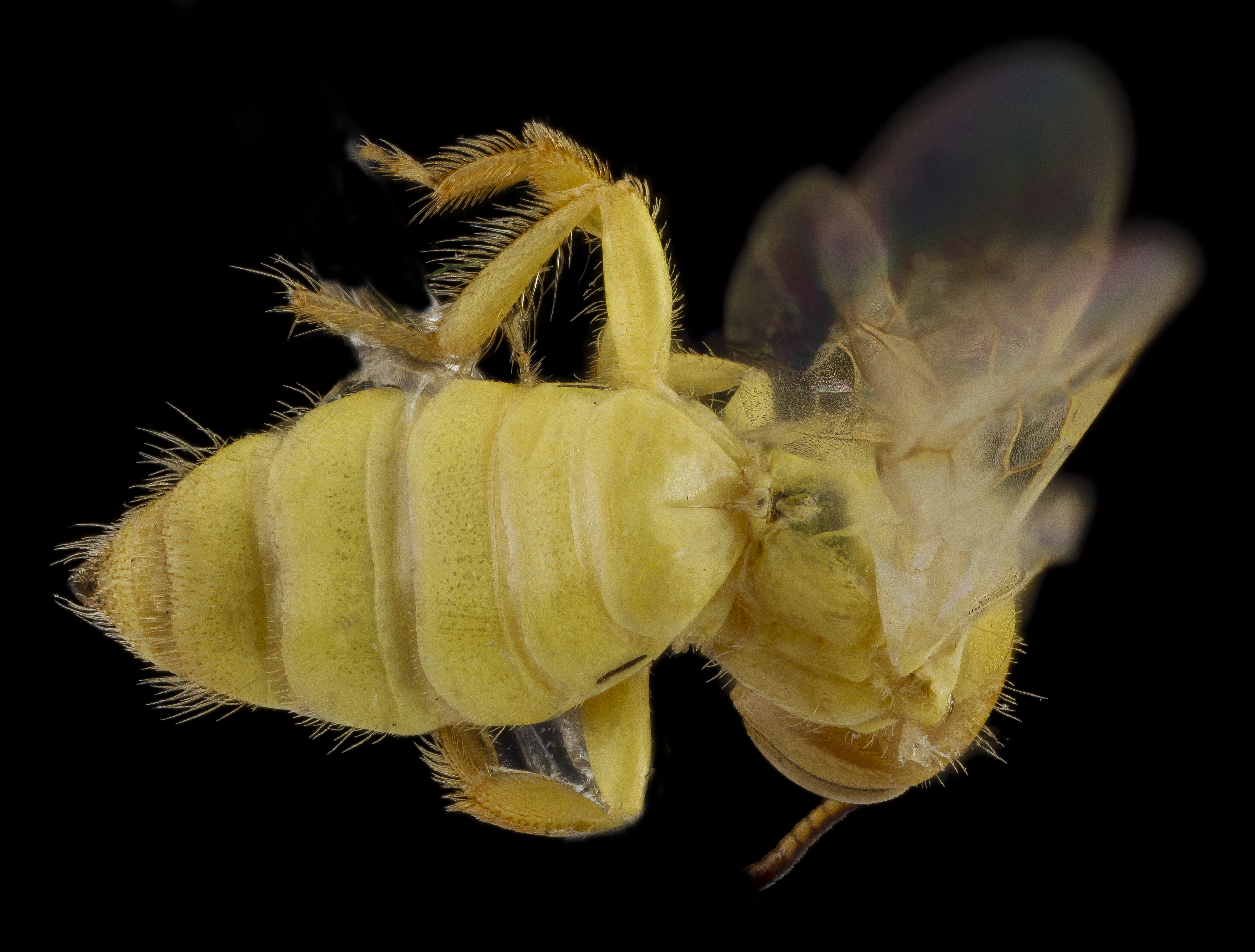
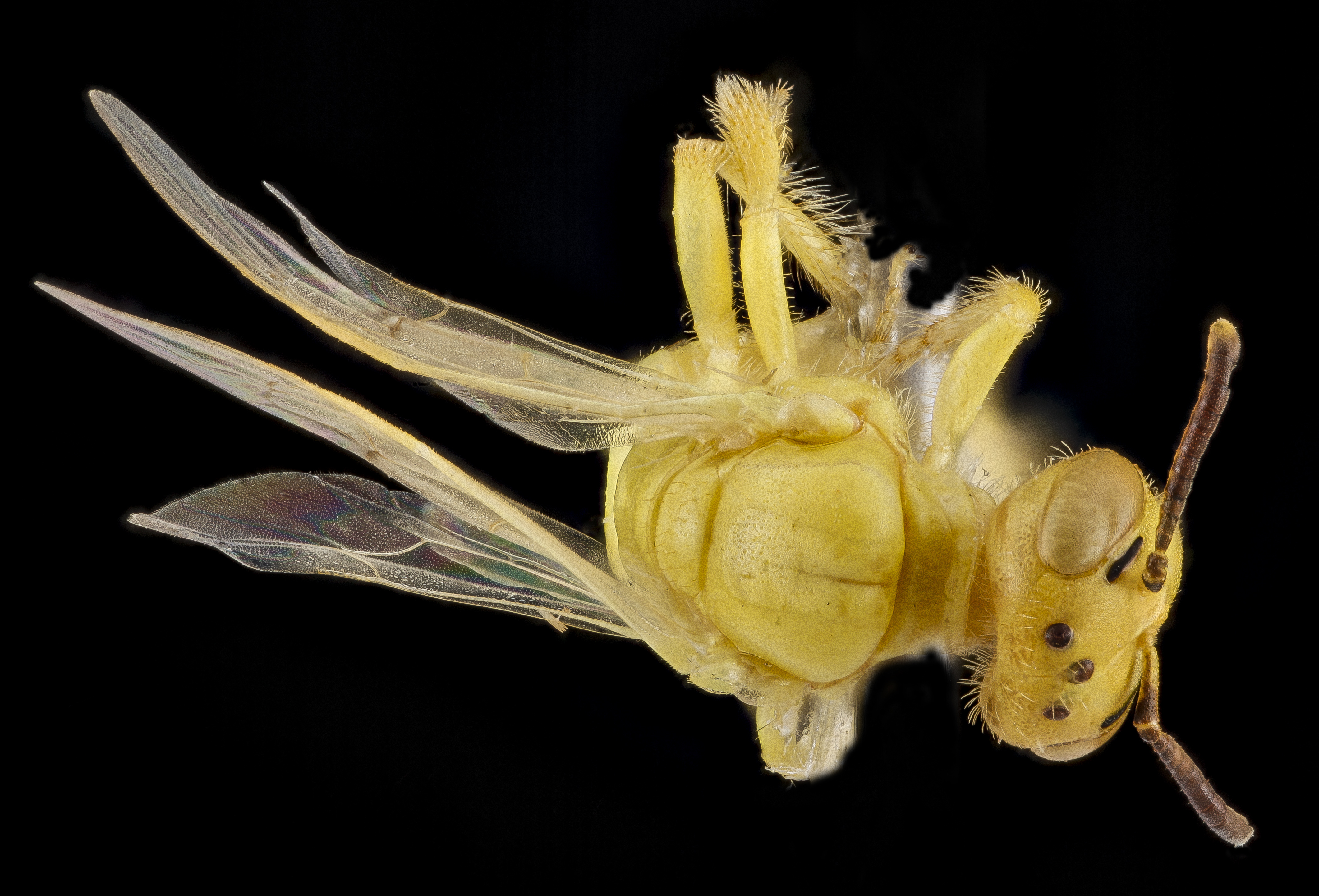
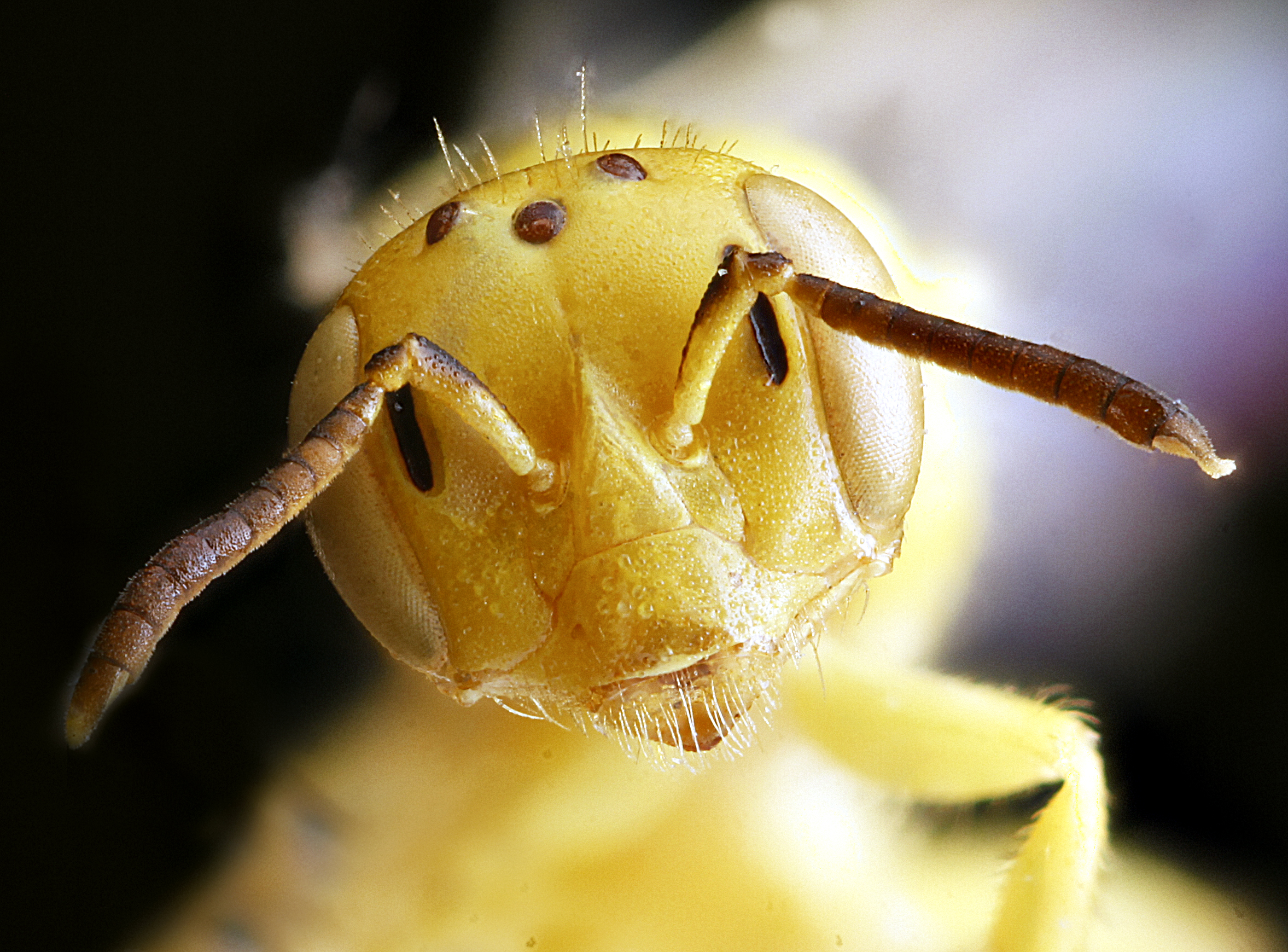